# 阔叶赤桧藓
阔叶赤桧藓（学名：Pyrrhobryum latifolium），又名宽叶焰藓，为桧藓科焰藓属下的一个种。